# Oikiste
Un oikiste (grec moderne : οἰκιστής) était l'individu choisi par une polis grecque antique comme chef du groupe chargé de fonder une nouvelle colonie. Il est investi du pouvoir de choisir un lieu d'installation, de diriger les travaux initiaux des colons et de guider la colonie naissante à travers ses premières années difficiles.
La polis d'origine (métropole) a donné à un oikiste (fondateur de colonies) la mission de préparer et de diriger l'expédition en Italie ou dans d'autres régions de la Méditerranée. L'oikiste était généralement très connu dans son lieu d'origine, la plupart du temps il était issu d'une famille noble. Avant l'expédition, il devait garantir la protection des dieux. Il se rendait donc dans un sanctuaire, généralement celui du dieu Apollon à Delphes, et se faisait confirmer par le dieu la destination de son voyage. Par l'intermédiaire de ses prêtres, le dieu prononçait des révélations.
Conformément aux structures sociales de l'époque archaïque, la direction proprement dite d'une fondation de ville grecque était régulièrement entre les mains d'un noble qui, en tant qu'oikiste (ou aussi archegète), commandait ses compagnons de route (hetairoi), fixait les règles de la vie commune dans l'apoikie et était responsable de la répartition des terres sur place. Selon Oswyn Murray, environ 200 émigrants, qui ne devaient pas tous provenir du même groupe de citoyens, étaient nécessaires pour une nouvelle fondation. En règle générale, il s'agissait d'hommes célibataires en âge de porter les armes.
Un oracle est consulté lors des délibérations pour le choix d'un oikiste. Après avoir été nommé et chargé de fonder une colonie, celui-ci consulte également l'oracle de Delphes,.
En raison de leur autorité, les oikistes se sont souvent vu accorder leurs propres cultes après leurs morts, et leurs noms sont conservés même lorsque tous les autres détails de la fondation d'une colonie ont été oubliés.
Parmi les oikistes connus, on peut citer:
- Archias, oikistes pour Syracuse, sur la côte est de la Sicile;
- Battos, oikiste de Cyrène, sur le Djebel Akhdar en Libye;
- Byzas, oikiste pour Byzantion, à la sortie sud-ouest du Bosphore;
- Epeios, oikiste pour Pise et Métaponte;
- Hippoclès de Kymè et Mégasthène de Chalcis, oikistes de Cumes;
- Macédon pour Macédoine, région du sud de la péninsule balkanique;
- Phalanthos, oikiste de Tarente, dans le golfe de Tarente, en mer Ionienne.